# فرانك لودلو
فرانك لودلو (بالإنجليزية: Frank Ludlow)‏ (و. 1885 – 1972 م) هو مستكشف، وعالم طيور، وعالم نبات من المملكة المتحدة . ولد في تشيلسي، لندن .
توفي في لندن ، عن عمر يناهز 87 عاماً.

## التعليم
تعلم في Sidney Sussex College

## الخدمة العسكرية
خدم في الجيش البريطاني الهندي.

## جوائز
حصل على جوائز منها:
- ضابط رتبة الإمبراطورية البريطانية.